# Millennium Golf
Millennium Golf is een Belgische golfclub in het recreatiegebied Paalse plas in de Beringse deelgemeente Paal.
De gronden zijn eigendom van de gemeente Beringen en zijn in erfpacht gegeven aan de eigenaars van de golfinfrastructuur. Er loopt een wandel- en fietspad rond en door de golfbaan die publiek toegankelijk is.
De golfbaan was diverse malen het decor van de DP World Tour Qualifying school.

## Geschiedenis
Manfred Dohmen richtte Millenium Golf op in het jaar 2000, het jaartal waaraan de golfclub zijn naam ontleent. De golfbaan was de eerste 18-hole-baan in Vlaanderen die op een commerciële leest was geschoeid. Pas in 2007 kreeg de golfbaan rechtszekerheid van bestaan door een aanpassing in het gewestelijk ruimtelijk uitvoeringsplan.
De aanleg gebeurde rond het gebied van de Paalse Plas. Dit recreatiegebied is ontstaan uit de zandwinning die nodig was voor de aanleg van de nabijgelegen snelweg. Eerst ontstond er op de aanwezige vijver waterrecreatie, pas vele jaren later werd er een golfbaan toegevoegd. Bijzonder aan de golfbaan was dat er vanaf het begin reeds volwassen bomen op het terrein stonden, een restant van het voormalige moerasachtige bospark.
Het openbare karakter van het gebied heeft tot problemen geleid met parkeren en met vandalisme.
Vanaf 2009 werd Luk Lowette mede-eigenaar van de golfbaan. Nadien kocht de familie Lowet de volledige vennootschap over van de familie Dohmen. Omdat de uitbating niet vlotte, werd besloten om de operationele werking toe te vertrouwen aan een andere, derde vennootschap.
In 2010 werd de golfbaan als opnamelocatie gebruikt voor een aflevering van de politieserie Witse. In 2016 bleken er op enkele weken tijd 10.000 golfballen verdwenen te zijn, vermoedelijk door diefstal.
Millennium Golf Management, onder bestuur van Peter Brinckman, Jaak Pieters en Piet Vandenbussche, is sinds 2017 verantwoordelijk voor de heropleving van de golfbaan.
In 2023 werd er een geluidsmuur voorzien aan de kant van de snelweg.

## Banen
Het terrein is circa 80 hectare groot en omvat een 18-holes golfbaan en een executive 9-holes par 3 baan.
Verder is er ook een minigolfbaan 'bambini course' met kunstgras, speciaal aangelegd voor kinderen tussen vier en twaalf jaar oud. Door achterstallig onderhoud is de baan echter niet meer in gebruik.
De infrastructuur van de club is aangepast aan bezoekers met een lichamelijke beperking.

### Oefeninfrastructuur
De oefeninfrastructuur valt onder de Millennium Golf Academy en omvat de driving range, de putting green en de chipping practice. De driving range op gelijkvloers en op de eerste verdieping is uitgerust met radartechnologie waardoor meer informatie over de balvlucht beschikbaar is.